# Liste der Biografien/Err
Liste der Biografien |
Portal Biografien |
Personensuche
# |
A |
B |
C |
D |
E |
F |
G |
H |
I |
J |
K |
L |
M |
N |
O |
P |
Q |
R |
S |
T |
U |
V |
W |
X |
Y |
Z |
?
 
Ea |
Eb |
Ec |
Ed |
Ee |
Ef |
Eg |
Eh |
Ei |
Ej |
Ek |
El |
Em |
En |
Eo |
Ep |
Eq |
Er |
Es |
Et |
Eu |
Ev |
Ew |
Ex |
Ey |
Ez
 
Era |
Erb |
Erc |
Erd |
Ere |
Erf |
Erg |
Erh |
Eri |
Erj |
Erk |
Erl |
Erm |
Ern |
Ero |
Erp |
Err |
Ers |
Ert |
Eru |
Erv |
Erw |
Erx |
Ery |
Erz
Die Liste der Biografien führt alle Personen auf, die in der deutschsprachigen Wikipedia einen Artikel haben. Dieses ist eine Teilliste mit 62 Einträgen von Personen, deren Namen mit den Buchstaben „Err“ beginnt.

## Err

### Erra
- Errachid, Khalihenna Ould (* 1951), marokkanischer Politiker und ausübender Präsident des Königlichen Konsultativrates für Saharaangelegenheiten
- Errandonea, José María (* 1940), spanischer Radrennfahrer
- Errandonea, Teresa (* 1994), spanische Hürdenläuferin
- Errani, Sara (* 1987), italienische TennisspielerinSara Errani (* 1987)

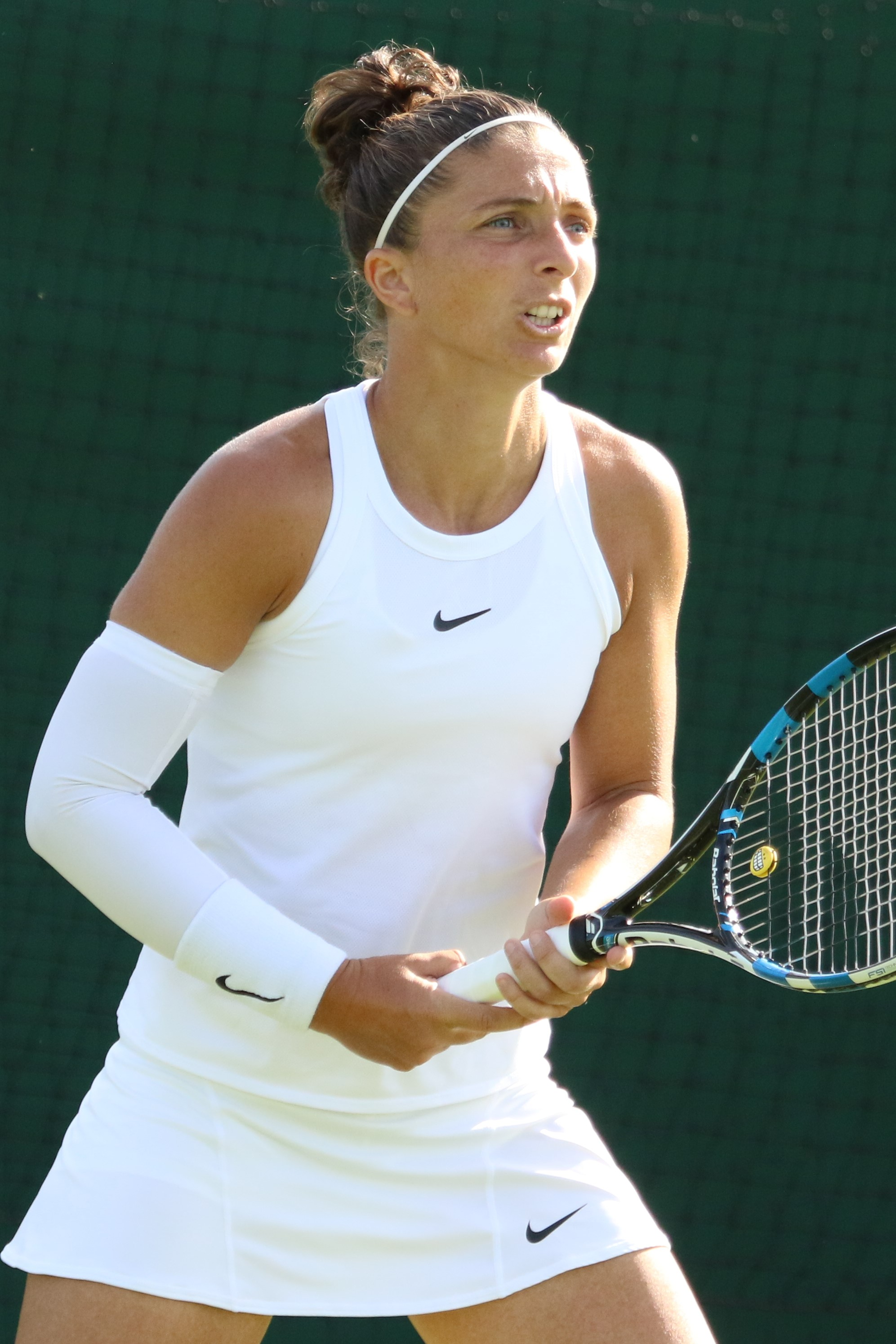
Sara Errani (* 1987)

- Errani, Vasco (* 1955), italienischer Politiker, Präsident der Emilia-Romagna
- Errante, Giuseppe (1760–1821), sizilianischer Maler und Freskomaler
- Errante, Sophie (* 1971), französische Politikerin
- Errard de Bar-le-Duc, Jean (1554–1610), französischer Mathematiker, Ingenieur und Festungsbaumeister
- Errard, Anouck (* 1999), französische Skirennläuferin
- Errard, Charles († 1689), französischer Künstler
- Errard, François (* 1967), französischer Tennisspieler
- Erras, Patrick (* 1995), deutscher Fußballspieler
- Errasti, Ciriaco (1904–1984), spanischer Fußballspieler
- Errath, Christine (* 1956), deutsche Eiskunstläuferin
- Erraught, Tara (* 1986), irische Opern-, Konzert- und Liedsängerin (Mezzosopran)
- Errazquin, Manuel (1801–1867), uruguayischer Politiker
- Errazti, Begoña (* 1957), baskische Politikerin
- Errázuriz Ossa, Francisco Javier (* 1933), chilenischer Erzbischof, römisch-katholischer Kardinal
- Errázuriz Valdivieso, Crescente (1839–1931), chilenischer Dominikanerbruder, Erzbischof von Santiago, Kirchenhistoriker und -rechtler
- Errázuriz, Canuto (1917–1996), chilenischer Skisportler
- Errázuriz, Fernando (1777–1841), Präsident von Chile
- Errázuriz, Francisco Javier (1711–1767), chilenischer Priester, Kaufmann, Landwirt und Politiker
- Errázuriz, Isidoro (1835–1898), chilenischer Politiker und Diplomat
- Errázuriz, Jaime (1923–2011), chilenischer Skirennläufer

### Errd

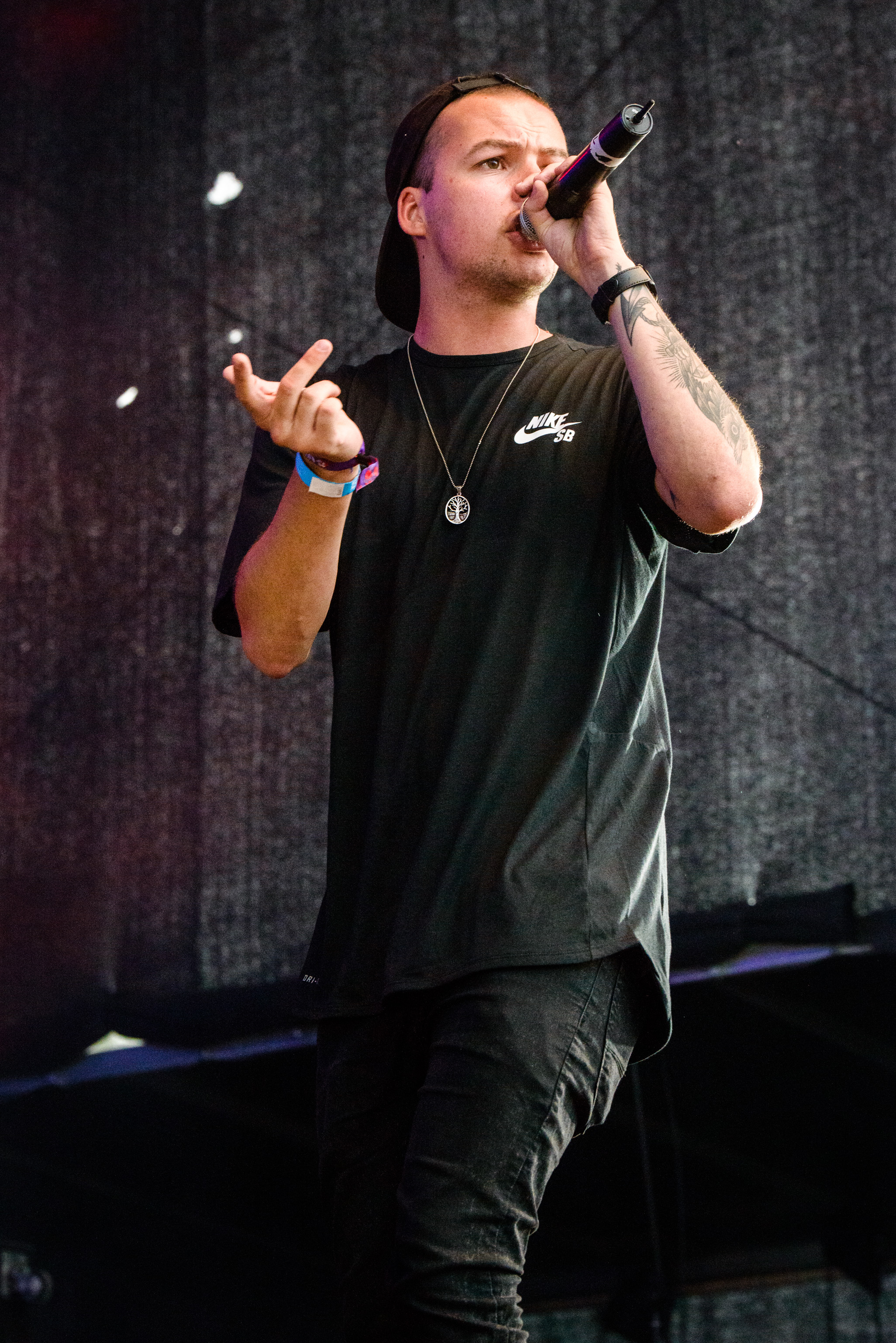
ERRdeKa (* 1991)

- ERRdeKa (* 1991), deutscher RapperERRdeKa (* 1991)

### Erre
- Errea, Néstor (1939–2005), argentinischer Fußballspieler
- Errecaldé, Jean (1893–1950), französischer Autorennfahrer
- Errejón, Íñigo (* 1983), spanischer Politiker (Más País) und Politologe
- Errelis, Heinz (1912–1994), deutscher SS-Hauptsturmführer
- Errell, Lotte (1903–1991), deutsche Journalistin und Fotografin
- Erren, August (* 1896), deutscher Apotheker
- Erren, Gerhard (1901–1984), deutscher Nationalsozialist und Gebietskommissar
- Erren, Manfred (* 1928), deutscher Klassischer Philologe
- Errera, Alberto (1842–1894), italienischer Nationalökonom
- Errera, Alberto (1913–1944), griechischer MarineoffizierAlberto Errera (1913–1944)

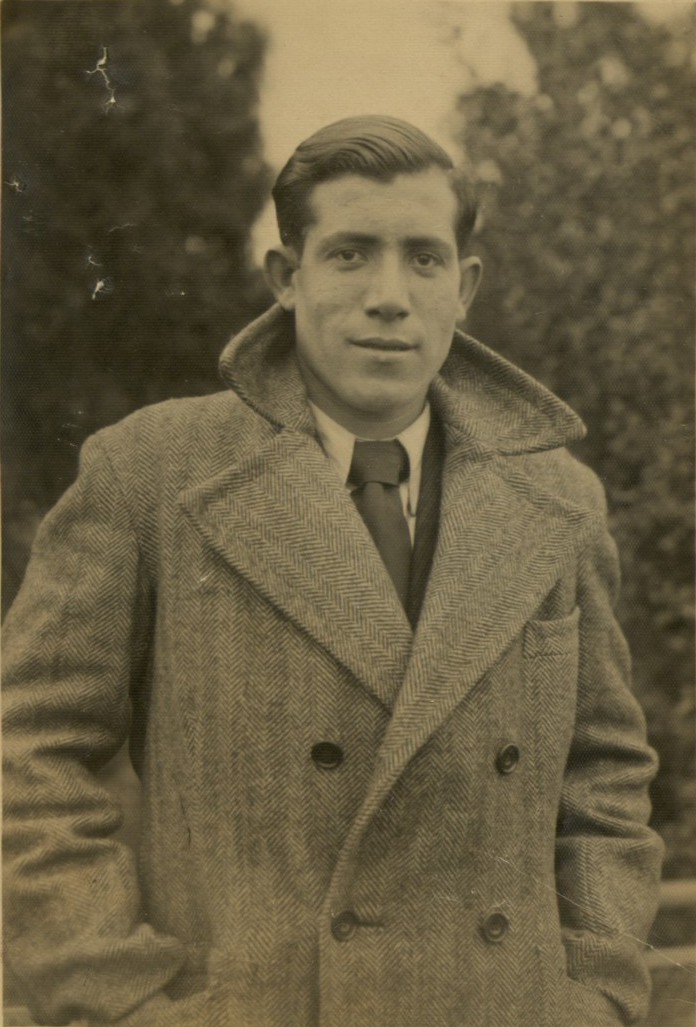
Alberto Errera (1913–1944)

- Errera, Alfred (1886–1960), belgischer Mathematiker
- Errera, Jacques (1896–1977), belgischer Chemiker
- Errera, Léo (1858–1905), belgischer Botaniker
- Errèra, Nicolas (* 1967), französischer Komponist
- Errera, Ugo (1843–1888), italienischer Rechtsanwalt, Komponist und Pianist
- Errett, Russell (1817–1891), US-amerikanischer Politiker
- Errey, Bob (* 1964), kanadischer Eishockeyspieler

### Erri
- Erri, Agnolo degli, italienischer Maler
- Erri, Bartolomeo degli, italienischer Maler
- Errichiello, Oliver Carlo (* 1973), deutscher Soziologe
- Errickson, Krista (* 1964), US-amerikanische Journalistin und ehemalige Schauspielerin
- Errico, Gaetano (1791–1860), italienischer Geistlicher, römisch-katholischer Priester und Ordensgründer
- Errico, Greg (* 1946), US-amerikanischer Musiker und Produzent
- Errico, Melissa (* 1970), US-amerikanische Schauspielerin
- Errico, Scipione (1592–1670), italienischer Dichter, Schriftsteller und Akademiker
- Erridupuzzir, König der Gutäer
- Errigo, Arianna (* 1988), italienische Florettfechterin und Olympiasiegerin
- Errin, Cécilia (* 1998), französisch-kongolesische Handballspielerin
- Errington, Eric (1900–1973), britischer Politiker (Conservative Party), Mitglied des House of Commons
- Errington, Paul (1902–1962), amerikanischer Zoologe, Professor an der Iowa State University in Ames, Iowa
- Errington, Robert Malcolm (* 1939), britischer Althistoriker
- Erritzøe, Johannes (* 1934), dänischer Ornithologe, Präparator, Vogelillustrator und Autor

### Erro
- Erró (* 1932), isländischer Maler
- Erro, Luis Enrique (1897–1955), mexikanischer Astronom
- Errol, Leon (1881–1951), australischer Komiker und Schauspieler in den USA
- Erroll, Frederick, 1. Baron Erroll of Hale (1914–2000), britischer konservativer Politiker
- Errore, Loredana (* 1984), italienische Popsängerin